# Exetastes albitarsis
Exetastes albitarsis là một loài tò vò trong họ Ichneumonidae.